# 세크러트리 오브 스테이트
세크러트리 오브 스테이트(secretary of State) 또는 스테이트 세크러트리(state secretary)는 영미권을 비롯한 여러 나라에서 고위 공직자 직함으로 사용되는 영어 표현이다. 그 의미는 나라마다 전혀 달라진다.
크게 차관급인 경우(독일, 프랑스 등), 장관급인 경우(영국, 멕시코 등), 단일 직책인 경우(미국, 교황청 등)로 나뉜다.

## 아시아

### 일본
일본에서는 다른 나라의 장관을 '대신'이라고 하고 청장을 '장관'이라고 한다. 원래 국무대신-정무차관-사무차관 직제였는데, 1999년 국회심의의 활성화 및 정치주도의 정책결정시스템의 확립에 관한 법률에 의해 정무차관이 폐지되고 다른 나라의 부장관급인 부대신과 다른 나라의 정무차관급인 대신정무관이 신설되었다. 
국무대신은 영칭을 Minister 라고 하지만, 그 이하 직제들은 부처마다 Senior Vice-Minister, Parliamentary Senior Vice-Minister, State Minister, State Secretary (이상 부장관), Vice-Minister, Parliamentary Secretary (이상 대신정무관),  Administrative Vice-Minister (이상 사무차관) 등 제각각 번역하고 있다.

## 아메리카

### 멕시코
멕시코의 세크레타리오(스페인어: Secretario)는 부처의 수장인 장관급이다. 멕시코에서는 장관급 부처명도 부(스페인어: Ministerio, 영어: Ministry)가 아니라 서기국(스페인어: Secretaria, 영어: Secretariat)을 칭한다. 

### 미국
미국의 세크러트리 오브 스테이트(Secretary of State)는 국무부의 수장인 국무장관이다. 국무장관은 외교업무를 총괄하며, 주정부 마다 주지사 밑에 따로 주무장관이 있다.

### 아르헨티나
아르헨티나 연방정부에서 세크레타리오 데 에스타도(스페인어: Secretario de Estado)는 장관급이다. "국무-(de Estado)"가 붙지 않는 그냥 "세크레타리오(스페인어: Secretario)"는 차관급이다.
외무장관은 세크레타리오 데 에스타도가 아니고 미니스트로(스페인어: Ministro de Relaciones Exteriores)를 칭한다.

### 캐나다
캐나다의 세크러트리 오브 스테이트(Secretary of State)도 미국과 비슷한 국무장관이었다. 1867년부터 1993년까지 국무장관이 외교업무를 총괄했다. 1993년에 국무장관을 폐지하고 외무장관을 신설해 외교업무를 총괄한다.

## 유럽

### 교황청
세크레타리우스 스타투스(라틴어: Secretarius Status)라고 한다. 한 명밖에 없으며 대략 교황청의 총리 역할에 해당한다.

### 독일
독일의 슈타트세크레테어(독일어: Staatssekretär)는 차관급 공직이다. 연방의회 의원으로서 임명되는 정무차관(Parlamentarischer Staatssekretär)과, 의원이 겸하는 정무직인 장관 및 정무차관 아래 일반직 공무원 중 최선임자인 사무차관(Beamteter Staatssekretär)이 있다. 
독일 제국 시절, 제국에 가맹한 각 제후국들에는 장관(Minister)이 있었지만, 제국 국가정부(Reichsregierung)의 각료들 중 장관급은 국가수상(Reichskanzler) 뿐이었다. 다른 각료들은 차관을 칭했으며, 이 차관들이 소관하는 부처들 역시 부(Reichsministerium)가 아니고 청(Reichsamt)이었다. 바이마르 공화국 들어서야 각료들이 국가장관(Reichsminister)을 칭하고 부처들도 부가 되었다.

### 벨기에
프랑스와 같다.

### 스웨덴
스웨덴의 스타트세크레테라레(스웨덴어: Statssekreterare)는 장관급인 스타트스로드(스웨덴어: Statsråd) 다음가는 차관급 직책이다. 스타트스로드와 달리 각료가 아니다. 총리에게는 두 명의 스타트세크레테라레가 딸린다.

### 스페인
스페인의 세크레타리오 데 에스타도(스페인어: Secretario de Estado)는 차관급이다. 한 부처에 대개 한 명 이상의 세크레타리오 데 에스타도가 있다. 장관은 미니스트로(스페인어: Ministro)라고 한다. 
1715년에서 1834년까지는 장관급 직함이 세크레타리오 데 에스타도 이 델 에스파초(스페인어: Secretarios de Estado y del Despacho)였다.

### 영국
영국의 세크러트리 오브 스테이트(Secretary of State)는 국무장관이라는 뜻이다. 영국의 국무장관은 미국과 달리 하나의 장관만 일컫는 것이 아니며, 국방국무장관(Secretary of State for Defence), 노동국무장관(Secretary of State for Work and Pensions) 등 장관급 공직자들이 모두 국무장관을 칭한다. 

### 프랑스
프랑스의 스크레테르 데타(프랑스어: Secrétaire d'État)는 차관급이다. 프랑스의 각료진은 상위 순서대로 장관(프랑스어: Ministre), 장관대리(프랑스어: Ministres délégué), 국무차관(프랑스어: secrétaires d’État), 고등판무관(프랑스어: hauts commissaires)을 칭한다. 앙시앵 레짐 시절에는 스크레테르 데타가 오늘날의 장관 같은 역할이었는데, 그것은 보통 국무경이라고 한다.

### 핀란드
핀란드에서 발티오시흐테리(핀란드어: valtiosihteeri)는 차관급이다. 장관(핀란드어: ministeri)들이 임명되어 내각이 조각된 뒤 국가평의회에서 임명되며, 장관과 내각의 거취를 따른다. 차관은 부처 업무를 총괄 조율하면서 부처의 사령관 격인 장관을 보좌하는 참모장 역할을 한다. 정무임기제차관(핀란드어: poliittisia määräaikaisia valtiosihteerei)이라고도 한다.
한편 국가평의회청, 재무부, 외무부에는 정무임기제차관을 두지 않고 알리발티오시흐테리(핀란드어: alivaltiosihteeri)를 둔다. 이 직책은 영어로는 under-state secretary가 되어서 영국의 사무차관과 같다. 알리발티오시흐테리의 임기는 최대 7년이다. 